# St-Pierre (Avon, Seine-et-Marne)

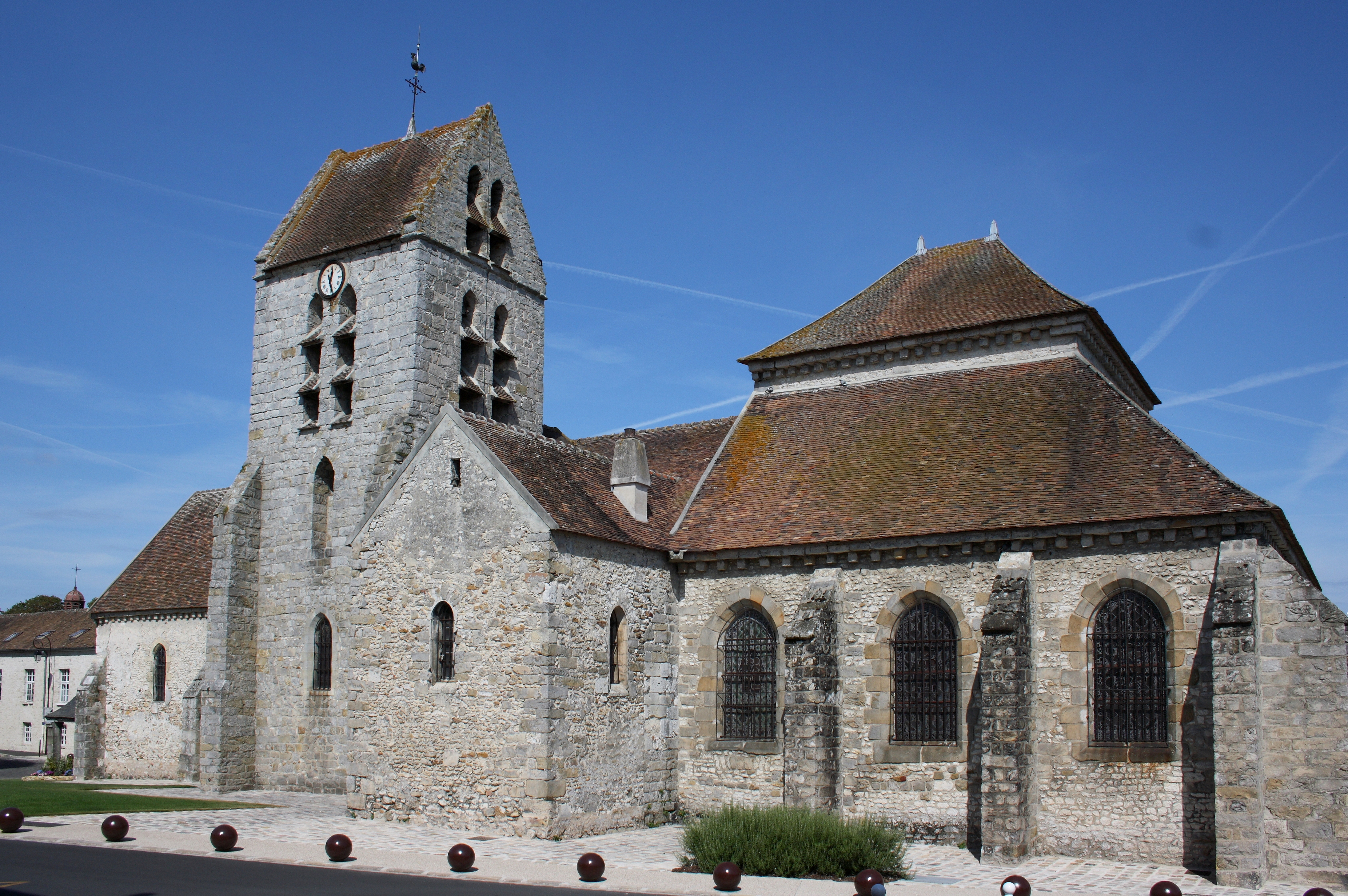
Pfarrkirche Saint-Pierre

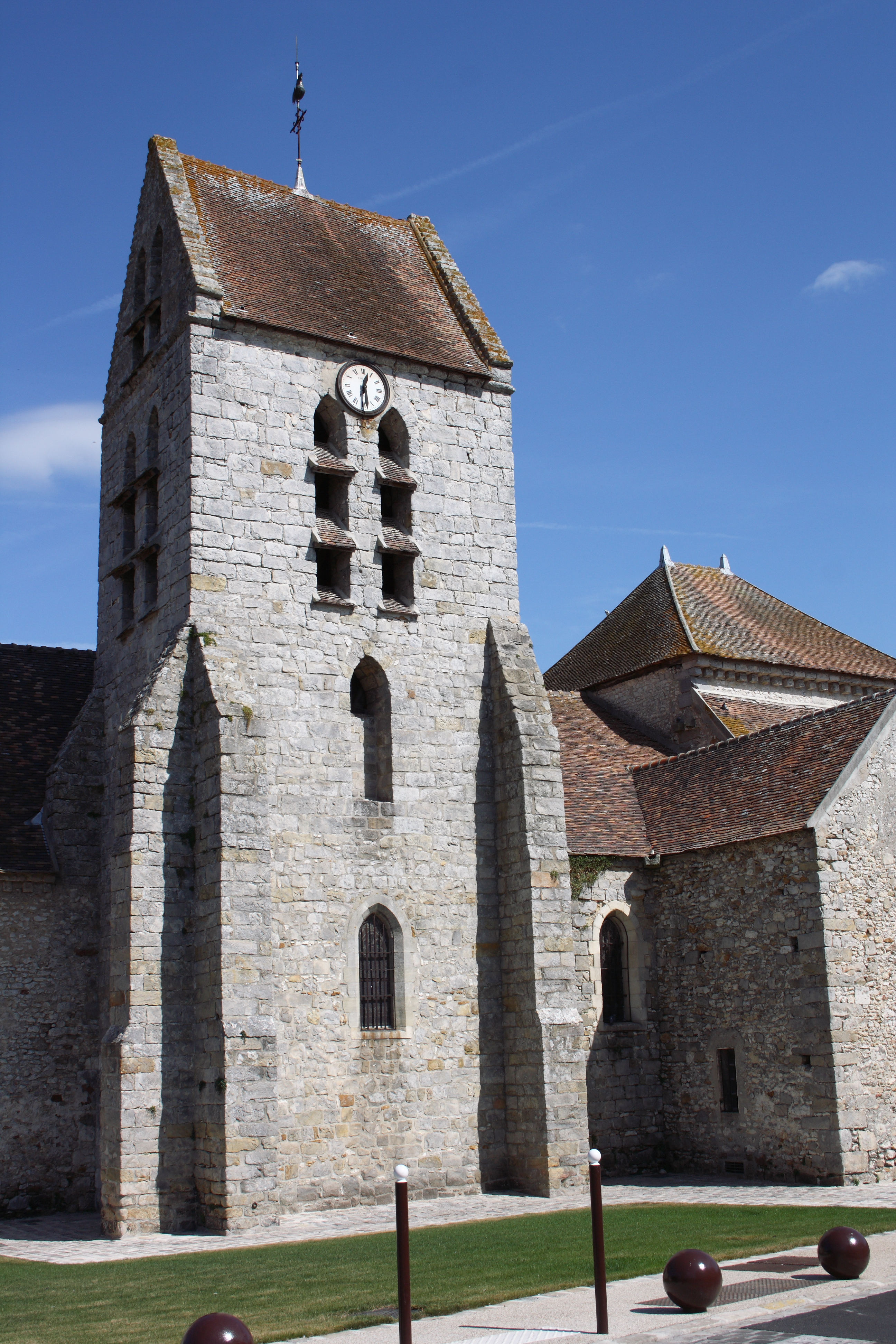
Glockenturm

Die katholische Pfarrkirche Saint-Pierre in Avon, einer Gemeinde im Département Seine-et-Marne in der französischen Region Île-de-France, geht auf einen romanischen Vorgängerbau aus der Zeit um 1100 zurück. Der Chor und das Portal wurden im 16. Jahrhundert im Stil der Renaissance errichtet. Im Jahr 1908 wurde die dem Apostel Petrus geweihte Kirche als Monument historique in die Liste der Baudenkmäler in Frankreich aufgenommen.

## Architektur

### Außenbau

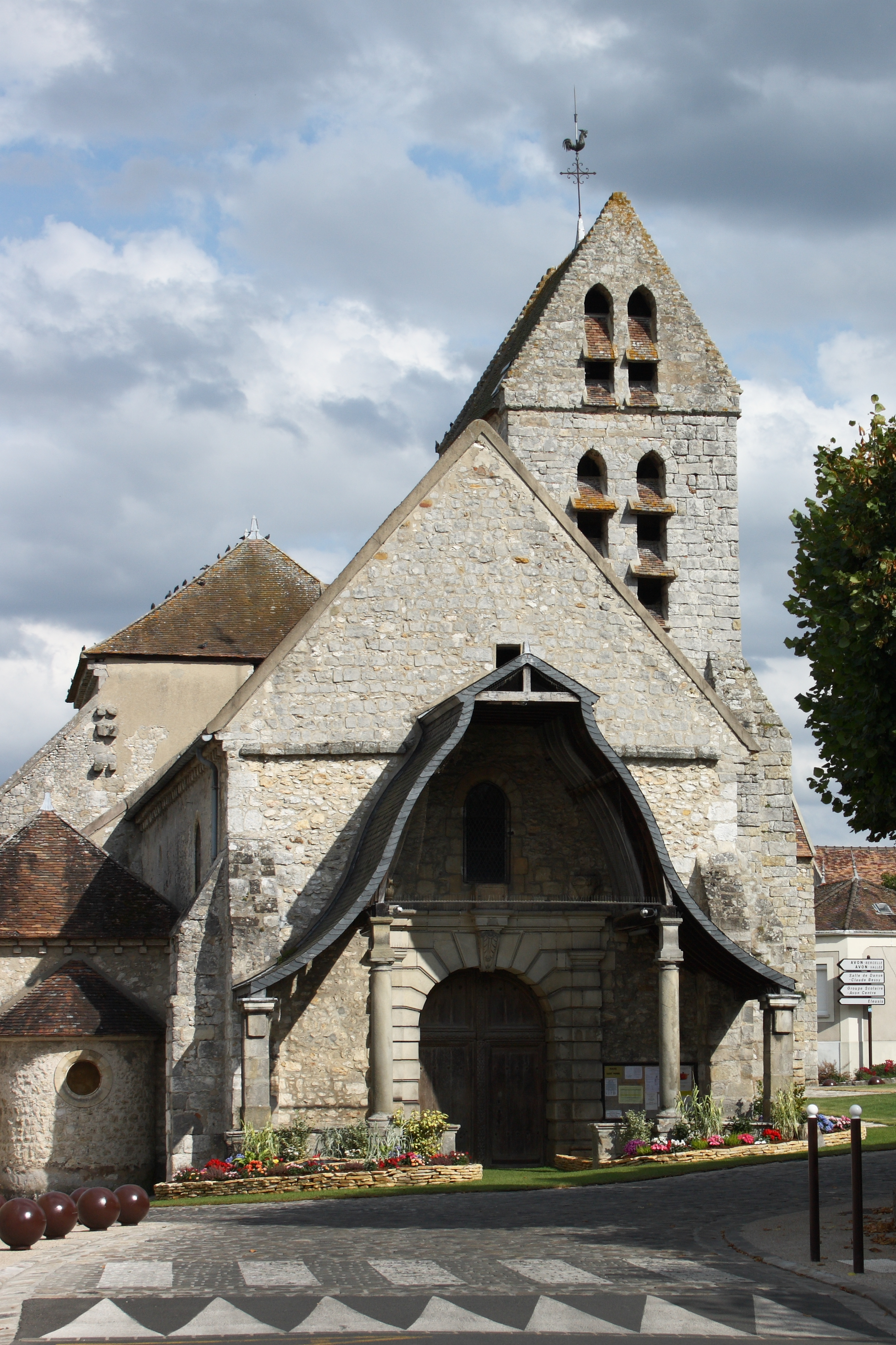
Westfassade

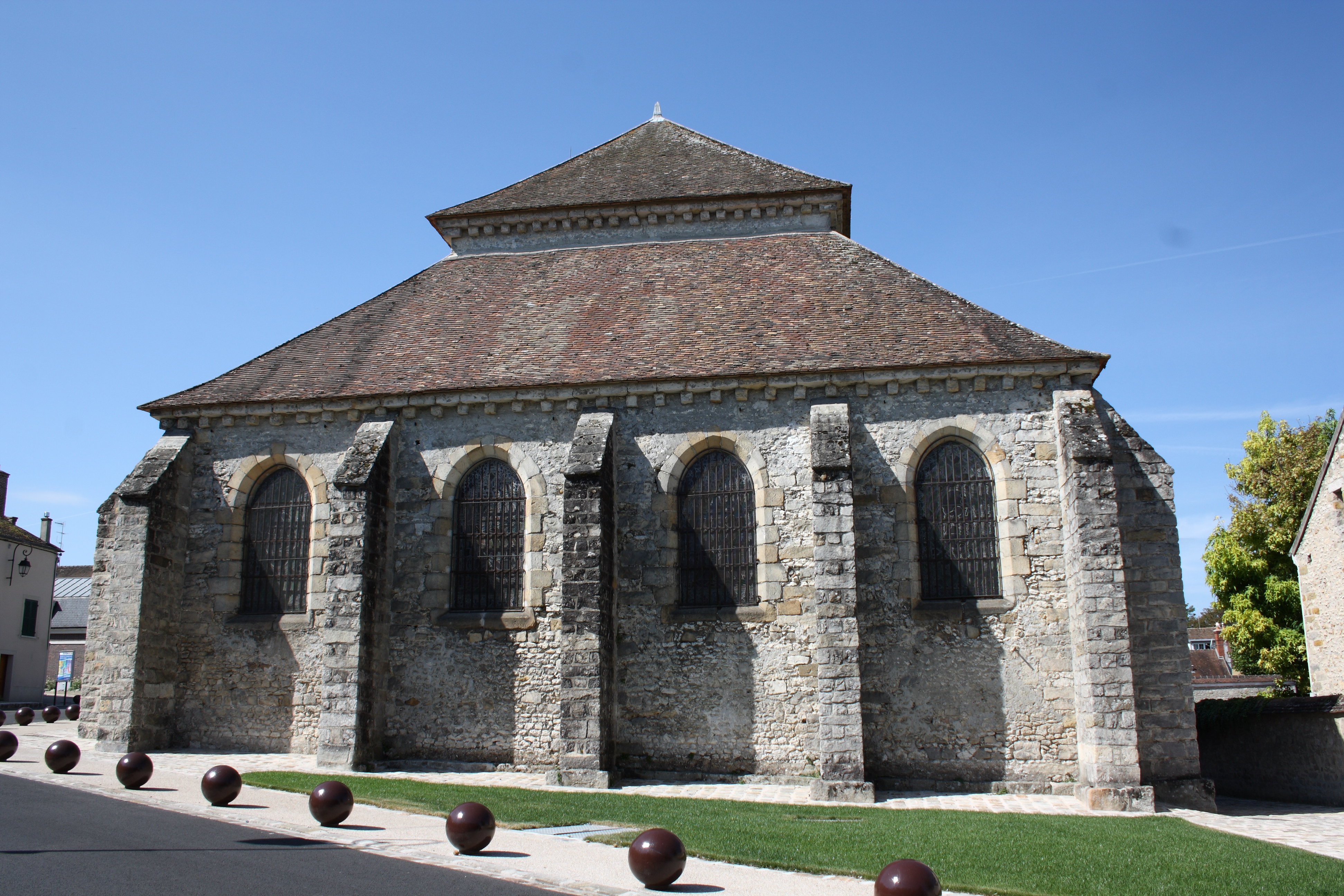
Chor

Das Portal der Westfassade wurde im 16. Jahrhundert im Stil der Renaissance neu gestaltet. Es ist rundbogig und wird von Pilastern und einem Gebälk gerahmt. Die offene Vorhalle wurde im 17. Jahrhundert angebaut. Sie wird von einem geschwungenen Dach gedeckt und von zwei Pfeilern und zwei monolithischen Säulen gestützt.
An das südliche Seitenschiff angebaut ist der quadratische, von einem Satteldach gedeckte Glockenturm. Wie die Außenmauern der Kirche wird er von massiven Strebepfeilern gestützt, wodurch er einen wehrhaften Eindruck vermittelt. Auf beiden Seiten des Giebels und auf allen vier Seiten des Obergeschosses öffnen sich hohe, spitzbogige Zwillingsarkaden.
Im Osten schließt sich der um 1555 auf rechtwinkligem Grundriss errichtete Chor an, der ebenfalls von Strebepfeilern gegliedert wird und der von leicht zugespitzten Fenstern durchbrochen ist.

### Innenraum

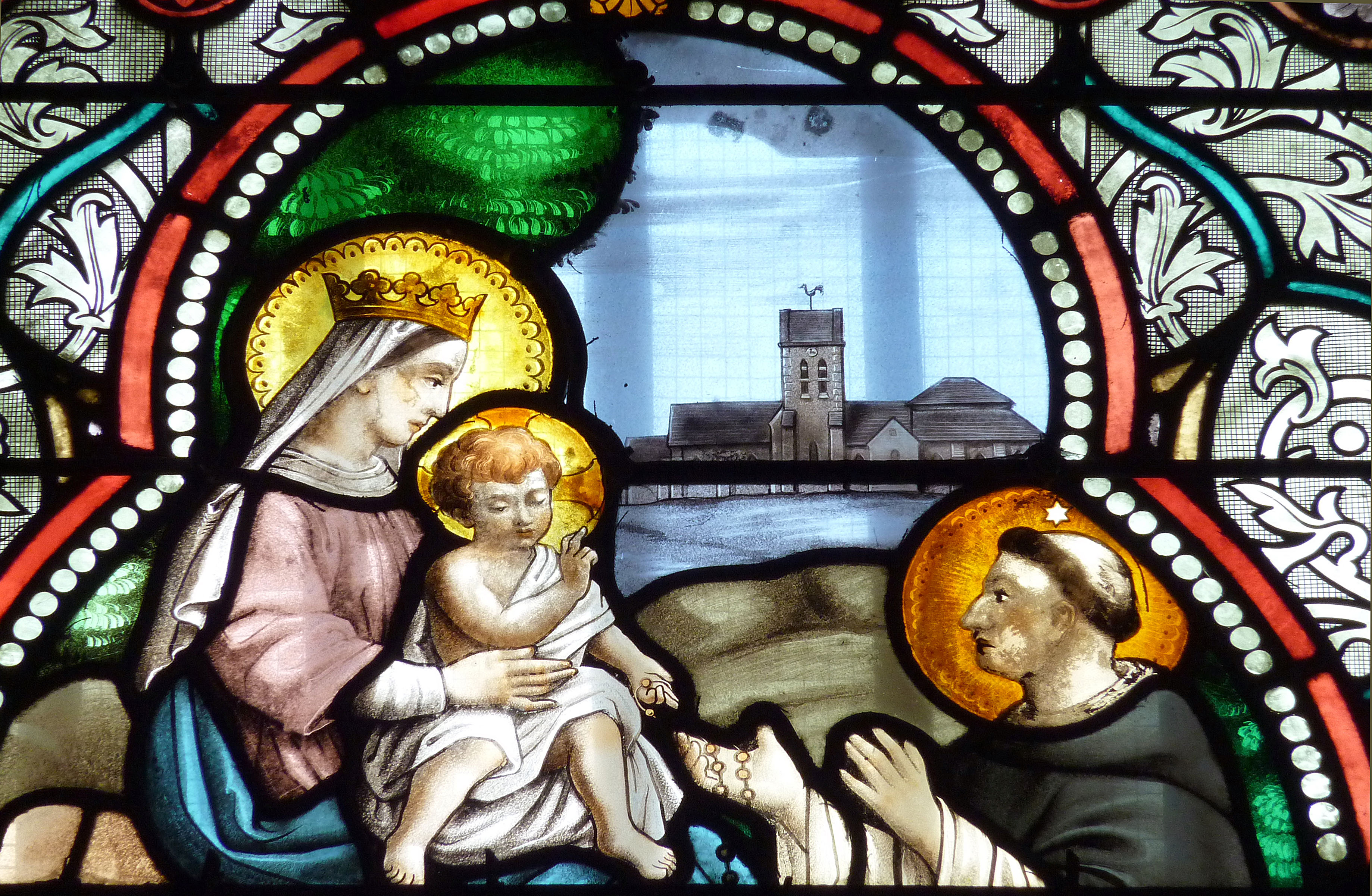
Maria überreicht dem heiligen Dominikus den Rosenkranz

Das dreischiffige Langhaus entstand im Lauf des 12. Jahrhunderts. Die ersten beiden Joche waren ursprünglich flach gedeckt und erhielten erst später ihr Kreuzgratgewölbe mit ihren spitzbogigen Gurtbögen. Vom ursprünglichen Querhaus ist im dritten Joch noch ein Rundbogen erhalten, der sich zum südlichen Seitenschiff öffnete. Das vierte Joch, ursprünglich wohl der Chor, wurde um die Mitte oder in der zweiten Hälfte des 12. Jahrhunderts verändert. Aus dieser Zeit stammt das Kreuzrippengewölbe und die Säulen mit ihren Blattkapitellen. Im 13. Jahrhundert wurde das südliche Seitenschiff neu gestaltet. Der Chor, um den ein Chorumgang führt, wird von einer hohen Kuppel mit einem achtteiligen Kreuzrippengewölbe gedeckt.

## Bleiglasfenster
Die Kirche besitzt zahlreiche Bleiglasfenster aus dem 19. Jahrhundert. Manche sind mit den Signaturen der Glasmaler Charles Champigneulle (1853–1905) oder Haussaire versehen. Auf dem Fenster mit der Darstellung Maria überreicht dem heiligen Dominikus den Rosenkranz kann man im Hintergrund die Kirche Saint-Pierre von Avon erkennen. Das Fenster trägt die Signatur: Ch. Champigneulle fils de Paris.

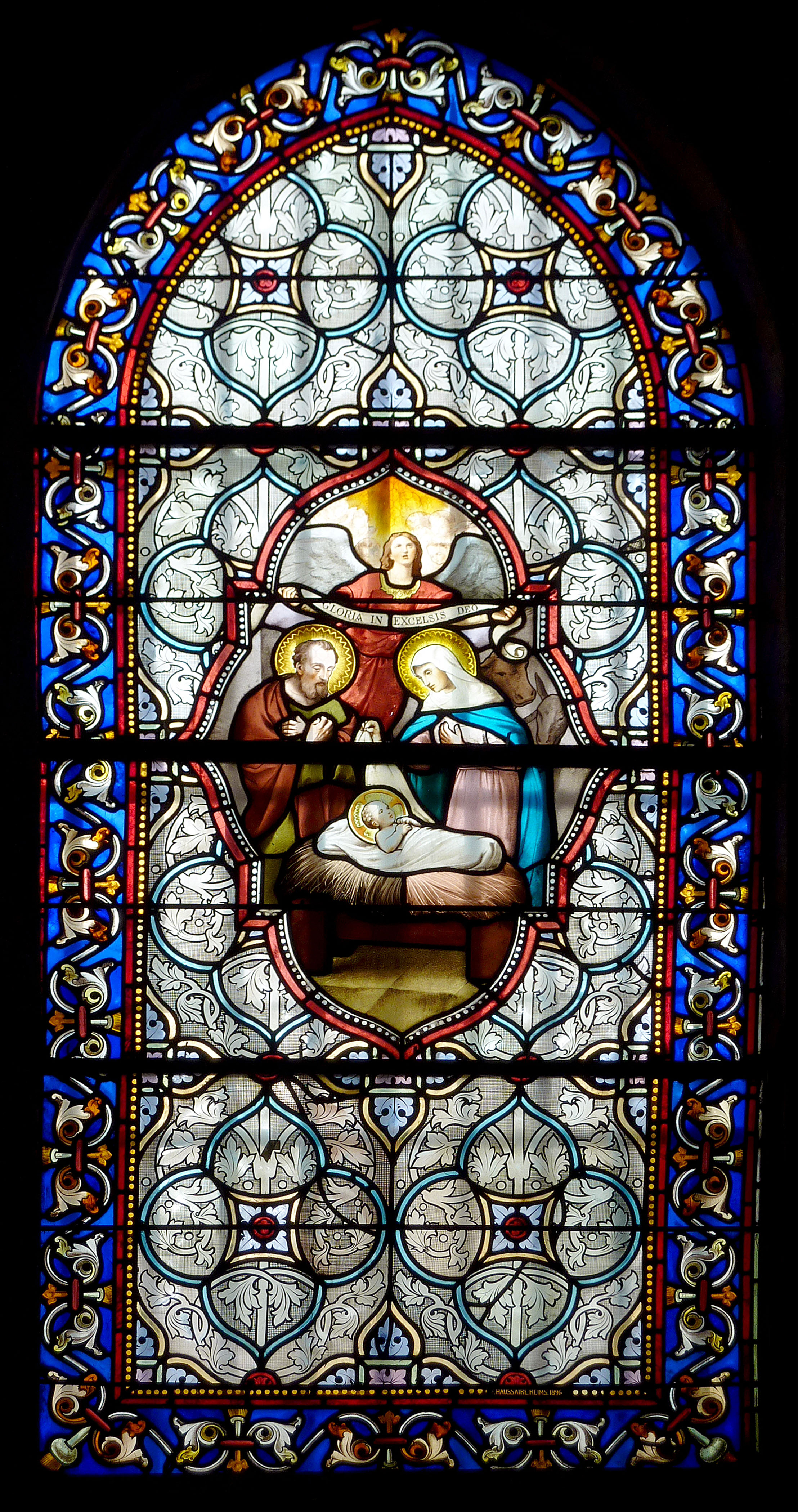
Geburt Jesu, mit der Signatur: HAUSSAIRE REIMS 1896
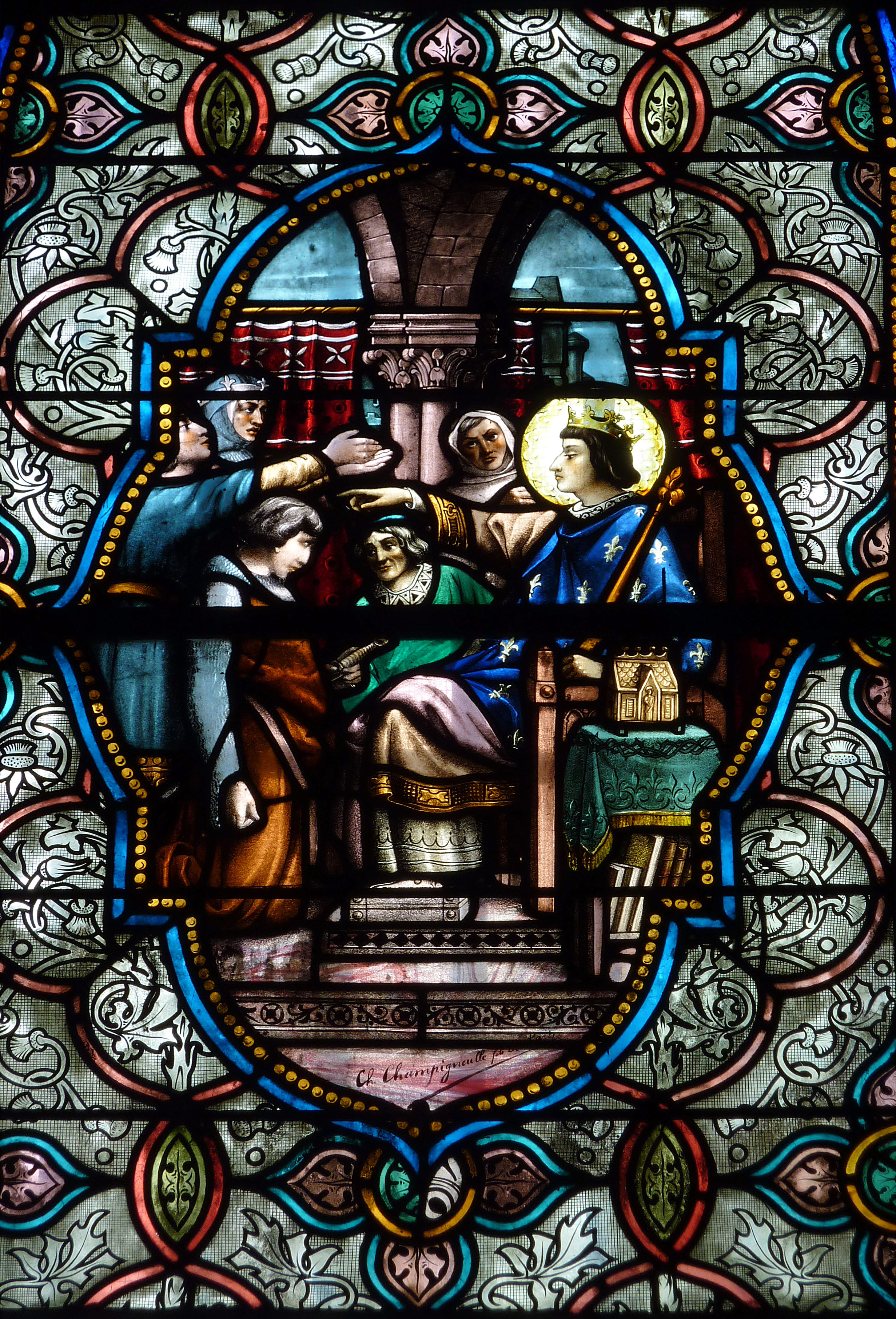
Ludwig der Heilige, mit der Signatur: Ch. Champigneulle fils de Paris
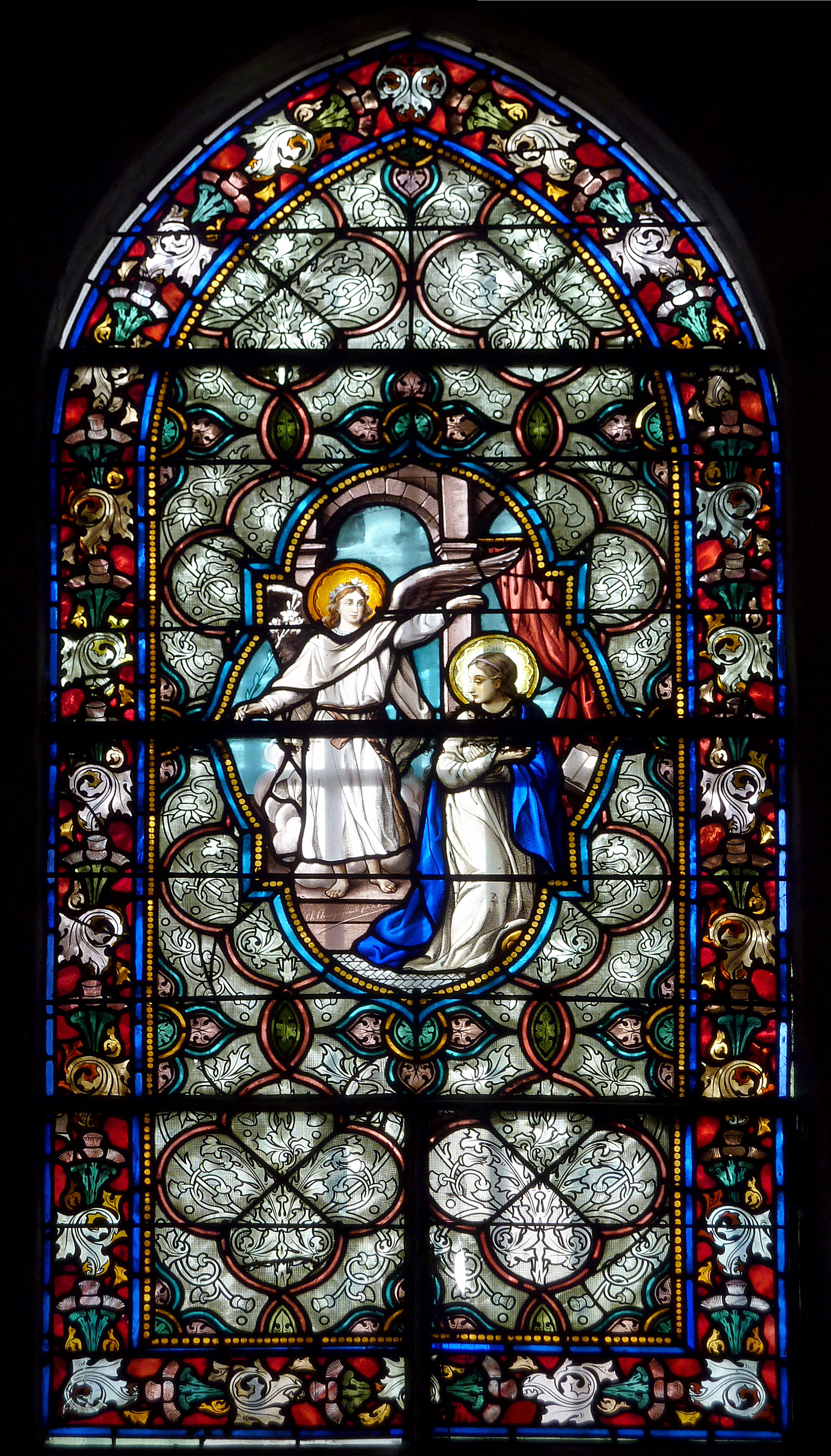
Verkündigung, mit der Signatur: Ch. Champigneulle fils de Paris
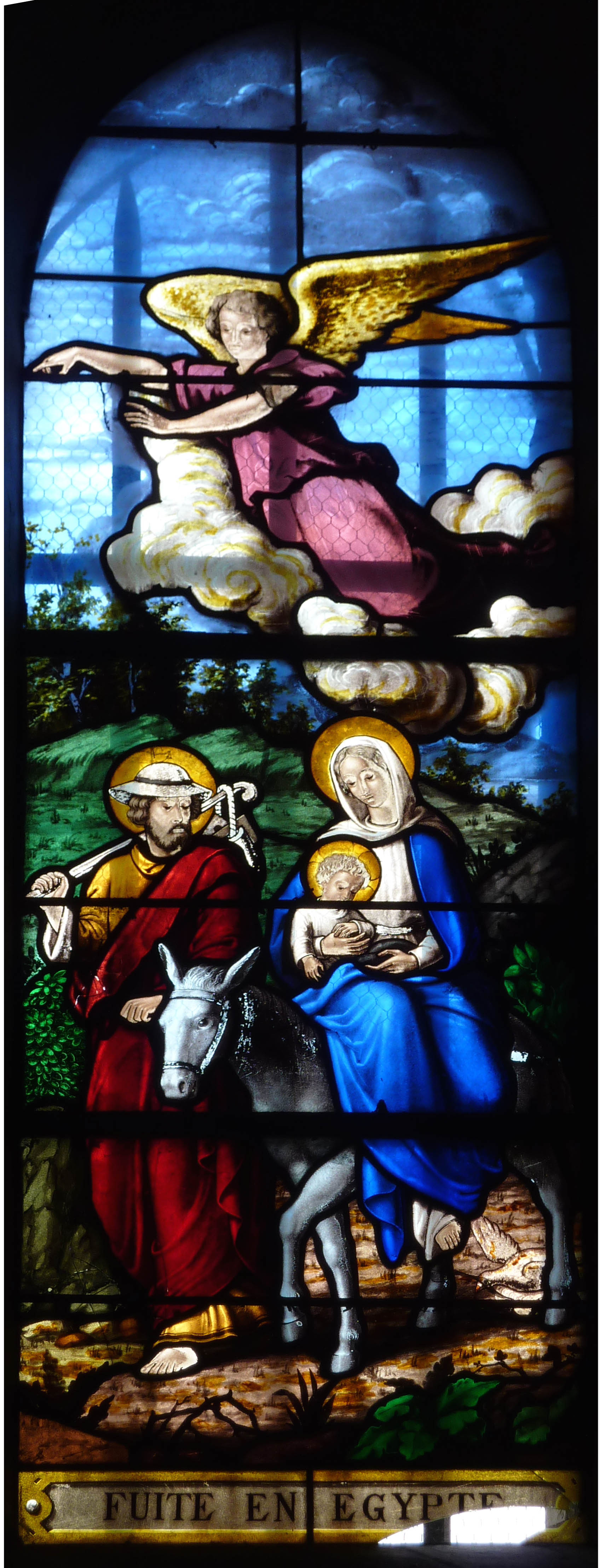
Flucht nach Ägypten